# Evolvulus convolvuloides
Evolvulus convolvuloides är en vindeväxtart som först beskrevs av Carl Ludwig von Willdenow, och fick sitt nu gällande namn av William Thomas Stearn. Evolvulus convolvuloides ingår i släktet Evolvulus och familjen vindeväxter. Inga underarter finns listade i Catalogue of Life.